# コルデル文学

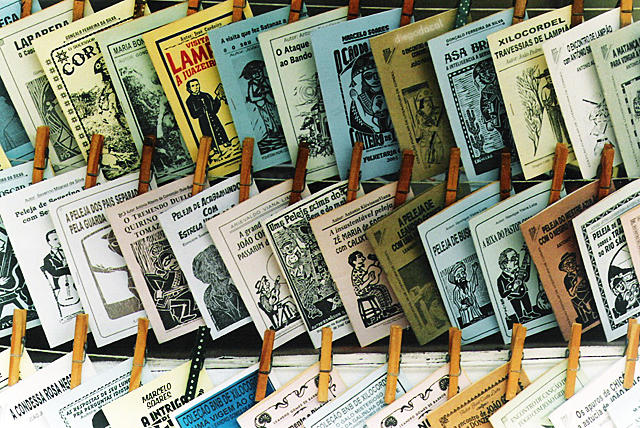
コルデル（細紐）に吊るして販売されている小冊子の様子

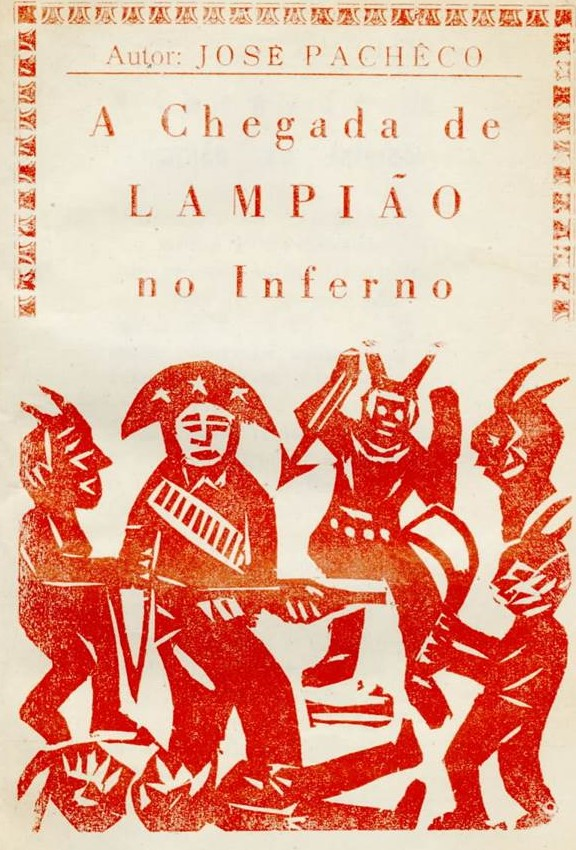
ジョゼ・パシェコ著コルデル作品『ランピオン、地獄に到着（A Chegada de Lampião no Inferno）』の表紙。クレジット：カーザ・デ・ルイ・バルボーザ財団のデジタル・コレクション、コルデル・プロジェクト、韻文による民衆文学。

ブラジルのコルデル文学―または単にコルデル―は大衆文学ジャンルの一つで、小冊子の形で印刷され、その文章はしばしば韻を踏んで書かれる。コルデルは、幻想的物語から政治問題まで、扱うテーマも多岐にわたり、「コルデリスト」と呼ばれる作者は、その詩句をギターの伴奏に合わせて詠唱する。
ジャンルの起源は、口承文学の印刷が普及したルネッサンスにまで遡り、ブラジルでは大衆文学の一つとして今日まで続いている。「細紐」を意味する「コルデル」という名称の由来は、作品の小冊子をより糸や細紐に吊るして展示していたポルトガルでの伝統的な販売方法にある。ブラジル北東部では、その名称は受け継がれたものの、小冊子は必ずしも紐に吊るして展示されるわけではない。
多くのコルデルには挿絵や表紙に木版画が使われ、その芸術の形は文章に対する伝統的な補完物となっている。
国立民族・民衆文化センター（CNFCP- Centro Nacional de Folclore e Cultura Popular）、カーザ・デ・ルイ・バルボーザ財団（Fundação Casa de Rui Barbosa）、ジョアキン・ナブッコ財団（Fundação Joaquim Nabuco）、ブラジル・コルデル文学アカデミー（Academia Brasileira de Literatura de Cordel）その他の機関ではコルデル作品がデジタル化され、オンライン閲覧できるようになっている。
2018年9月、国立歴史美術遺産院（IPHAN）はコルデル文学をブラジルの無形文化遺産に認定した。